# Skråpdvärgblomfluga
Skråpdvärgblomfluga (Neoascia obliqua) är en tvåvingeart som beskrevs av Ernest F. Coe 1940. Skråpdvärgblomfluga ingår i släktet dvärgblomflugor, och familjen blomflugor. Enligt den finländska rödlistan är arten nära hotad i Finland. Arten är reproducerande i Sverige. Artens livsmiljö är parker, gårdsplaner och trädgårdar. Inga underarter finns listade i Catalogue of Life.